# Ripplemead (Virginie)
 (mars 2025).
Ripplemead est une census-designated place située dans le comté de Giles, dans l’État de Virginie, aux États-Unis. Lors du recensement de 2020, elle comptait 306 habitants.